# Henry Ho

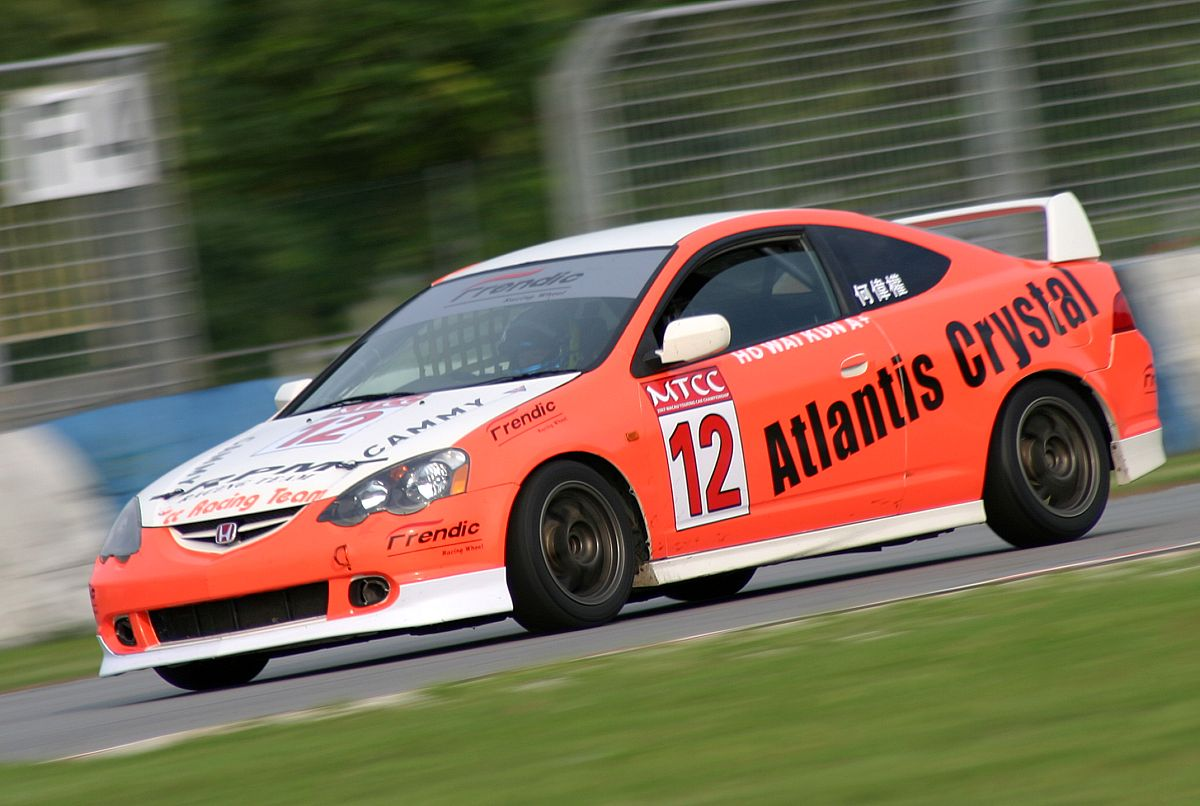
Henry Ho op het Zhuhai International Circuit in 2007.

"Henry" Ho Wai Kun (Traditioneel Chinees: 何偉權, Macau, 12 januari 1982) is een Macaus autocoureur.

## Carrière
Ho won het Macau Touring Car Championship in 2005, 2008 en 2009. Ook won hij de ST4-klasse van de Japanse Super Taikyu Series in 2006, waar hij in 2007 in de ST1-klasse als derde eindigde. In 2008 nam hij deel aan het Asian Touring Car Championship.
In 2009 maakte Ho zijn debuut in het World Touring Car Championship, toen hij voor Engstler Motorsport de laatste twee raceweekenden van het seizoen in Japan en Macau reed. In 2010 nam hij opnieuw deel aan deze ronden voor het team Ho Chun Kei / Sports & You Asia. In 2012 nam hij enkel deel aan de ronde in Macau voor het team Five Auto Racing Team. In 2013 keerde hij terug bij Engstler voor de ronden in Japan, China en Macau. In het laatste weekend scoorde hij in de tweede race zijn eerste twee punten met een negende plaats. Dit zorgde ervoor dat hij als 23e in het kampioenschap eindigde.